# Rönnskäret (Vaasa)
Rönnskäret est une île du nord Kvarken à Vaasa en Finlande,.

## Géographie
L'île est située à environ 14 kilomètres à l'ouest de Vaasa. 
La superficie de l'île est de 2,21 kilomètres carrés et sa plus grande longueur est de 2,3 kilomètres dans la direction nord-sud.